# Communauté de communes du Santerre
Die Communauté de communes du Santerre war ein französischer Gemeindeverband mit der Rechtsform einer Communauté de communes im Département Somme in der Region Hauts-de-France. Sie wurde am 31. Dezember 1993 gegründet und umfasste 20 Gemeinden. Der Verwaltungssitz befand sich im Ort Rosières-en-Santerre.

## Historische Entwicklung
Am 1. Januar 2017 wurde der Gemeindeverband mit der Communauté de communes de Haute Picardie zur neuen Communauté de communes Terre de Picardie zusammengeschlossen.

## Ehemalige Mitgliedsgemeinden
1. Bayonvillers
2. Beaufort-en-Santerre
3. Bouchoir
4. Caix
5. Chilly
6. Folies
7. Fouquescourt
8. Fransart
9. Guillaucourt
10. Hallu
11. Harbonnières
12. La Chavatte
13. Maucourt
14. Méharicourt
15. Parvillers-le-Quesnoy
16. Rosières-en-Santerre
17. Rouvroy-en-Santerre
18. Vrély
19. Warvillers
20. Wiencourt-l’Équipée